# Minigun
M134, popularno zvan kao minigun, je američka teška strojnica sa šest cijevi i s velikom brzinom gađanja od 2000 do 6000 hitaca u minuti. Ima rotirajuće cijevi poput strojnice Gatling iz 19. stoljeća, na kojoj se minigun i temelji. Cijevi miniguna se rotiraju pomoću vanjskog izvora struje, električnog motora. Ime "Mini" je u usporedbi s dizajnima koji koriste isti paljbeni mehanizam, ali streljivo većeg kalibra, kao što je raniji 20-milimetarski M61 Vulcan General Electrica, a "gun" za veličinu kalibra manjeg od topa, obično 20 mm i više.
"Minigun" se odnosi na specifični model kojeg je General Electric izvorno proizvodio, ali pojam "minigun" je popularno došao do toga da se odnosi na bilo koji vanjsko pogonjeni Gatling gun puščanog kalibra. Pojam je također korišten za oružje slične brzine paljbe i konfiguracije bez obzira na izvor energije i kalibar.

## Povijest

### Pozadina: električno pogonjena Gatlingova strojnica
Predak suvremenog miniguna napravljen je 1860-ih. Richard Jordan Gatling zamijenio je ručno pokretani mehanizam Gatlingove strojnice puščanog kalibra s elektromotorom, tada relativno novim izumom. Čak i kada je Gatling usporio mehanizam, nova strujno pokretana Gatlingova strojnica imala je teoretsku brzinu paljbe od 3000 hitaca u minuti, grubo tri puta više od tipične moderne strojnice s jednom cijevi. Gatlingov električno-pogonjeni dizajn je 25. srpnja 1893. dobio U.S. Patent #502,185. Unatoč Gatlingovim poboljšanjima, njegova strojnica izbačena je iz upotrebe nakon pojave jeftinijih, lakših, trzajno i plinsko pogonjenih strojnica; sam Gatling je bankrotirao.
Tijekom 1. svjetskog rata, nekoliko njemačkih tvrtki je radilo na vanjsko pokretanom oružju za korištenje na letjelicama. Od tih, danas je najbolje poznat Fokker-Leimberger, vanjsko pogonjena Gatlingova strojnica s 12 cijevi kalibra 7,92×57mm Mauser, za koju je tvrđeno da je sposobna pucati preko 7000 hitaca/minuti, ali je patila zbog stalnih puknuća čahura metaka. zbog svog na-zadak-podijeljenog dizajna kao "drobilica oraha", koji je potpuno različit od Gatlingovog. Nijedno od tih njemačkih oružja nije ušlo u proizvodnju tijekom rata, iako je konkurentni Siemensov prototip (koji vjerojatno koristi drukčiji mehanizam) iskušan na Zapadnom bojištu na kojem je donio pobjedu u zračnoj borbi. Britanci su također eksperimentirali s ovim tipom dizajna "na-zadak-podijeljenim" tijekom 1950-ih, ali su bili neuspješni.

### Minigun: 1960-ih–Vijetnam
Tijekom 1960-ih, Oružane snage SAD-a su započele istraživati suvremene inačice električno-pokretanih oružja s rotirajućim cijevima u stilu Gatlinga za uporabu u Vijetnamskom ratu. Američke snage u Vijetnamskom ratu, koje su koristile helikoptere kao glavna sredstva za prijevoz vojnika i opreme iznad guste džungle, su otkrile da su helikopteri s tankim slojem bili jako ranjivi napadima običnom malokalibarskom vatrenom oružju i raketno-pokrećenim-granatama (RPG) kada su se trebali usporavati za slijetanje na tlo. Premda su helikopteri imali strojnice s jednom cijevi koje su koristili da otjeraju protivnike skrivene u gustoj džungli, to je često dovodilo do pregrijavnja cijevi i zaglavljivanja metaka.
Kako bi razvili više pouzdano oružje, s većom brzinom paljbe, dizajneri tvrtke General Electric su smanjili rotirajuće cijevi 20-milimetarskog M61 Vulcana za streljivo 7,62×51mm NATO. Rezultat je bilo oružje, pod oznakom M134 i popularno poznata kao Minigun, koje je moglo ispaljivati do 4000 metaka u minuti bez pregrijavanja. Inače je trebalo ispaljivati 6000, ali je kasnije smanjeno na 4000.
Minigun je bio montiran na bokove helikoptera OH-6 Cayuse i OH-58 Kiowa, na krila jurišnih helikoptera AH-1 Cobra, na podu, na vratima i na pilonu transportnih helikoptera UH-1 "Huey" Iroquois.
Nekoliko većih letjelica su bile opremljene minigunima posebno za bliskozračnu potporu: A-37 Dragonfly s unutarnjim oružjem s dvo/tronošcima na bokovima i Douglas A-1 Skyraider također isto. Ostali slavni bojni zrakoplovi poput AC-47 Spooky, AC-119 i AC-130.

### Dillon Aero minigun
Američka vlada je nabavila oko 10.000 minigunova tijekom Vijetnamskog rata. Do 1975., proizvodnja potpornih dijelova je prestala s time da je američka vojska posjedovala ogromni arsenal. Do 1985., ostalo je nekoliko rezervnih dijelova u inventaru. Jedinice koje su ih dobile nisu ga mogle održavati, stoga su ih do 1990-ih samo 160. zračnodesantna pukovnija za specijalne operacije (Task Force 160) i nekoliko mornaričkih specijalnih jedinica za brodove zadržali u regularnoj upotrebi. Oko 1995., TF 160 je počela stjecati rezervne minigunove koje je zatražilo zapovjedništvo automotiva i naoružanja (TACOM). Industrija je imala poteškoća s reproduciranjem dijelova prema izvornim nacrtima, pa modeli koji su nabavljeni nisu bili mehanički pouzdani i miješani su s inventarom radnih rezerva. To je rezultiralo s korištenjem gomilom funkcionalnih i nepouzdanih oružja. Ta činjenica je bila nepoznata pukovniji TF 160 i uporaba minigunova koja ne bi radila je protresla povjerenje prem sistemu. TF 160 je u potpunosti bila na rubu odbacivanja minigunova, koji bi onda eventualno završili sa službom u američkoj vojsci.
Oko 1990., Dillon Aero je stekao veliki broj minigunova i rezervnih dijelova od "stranog korisnika". Oružja su neprekidno otkazivala tijekom paljbe, otkriveno je da su to istrošena oružja. Kompanija je, umjesto stavljanja u skladište, odlučila popraviti problem s kojim se srela. Popravljanjem problema dovelo je i do poboljšanja cjelokupnog dizajna miniguna.
Dillonov trud da poboljša minigun dosegnuo je TF 160, te su pozvani u Fort Campbell, Kentucky da bi im demonstrirali proizvode. Delinker, korišten za odvajanje metaka iz pojasa streljiva i stavljanje u kućište oružja, i ostali dijelovi su pokazani na mjestu testiranja Campbella. Jedinici TF 160 se svidjela performansa delinkera i počeli su ih naručivati 1997. To je potaknulo Dillona da poboljša ostale aspekte oružja, uključujući izbacivač, kućište i cijevi. Od 1997. – 2001., Dillon Aero je proizvodio 25–30 proizvoda na godinu. U jesen, 2001., radili su na novom dizajnu izbacivača čahura (bolt) koji je povećao izvedbu i vijek službe, kada su se dogodili Napadi 11. rujna, 2001. Do 2002., gotovo je svaki komponent miniguna poboljšan, pa je Dillon počeo proizvoditi sva oružja sa svojim unaprijeđenim dijelovima. Oružja su ubrzo nabavili TF 160 kao standardizirani sistem naoružanja. TACOM je kupio nekoliko oružja za proces odobrenja i 2003. je Dillon Aerov minigun potvrđen i označen kao M134D.

## Legalnost
Američki zakoni o vatrenom oružju navode kako je bilo koje potpuno automatsko oružje konstruirano prije 1986. legalno, tj. zakonski dopušteno da ih posjeduje civil/građanin koji ima dozvolu klase 2. Nekoliko minigunova koji su bili na tržištu su ostali zakoniti, te cirkuliraju oko SAD-a već godinama. Nije bilo nikakvih prijavljenih zločina/kriminala, a oko 7 do 11 minigunova je ovlašteno za trgovinu i iznajmljivanje. Jedna sekunda pucanja iz miniguna košta oko 50 dolara, što je skoro 300 kuna.